# 第三二一海軍航空隊
第三二一海軍航空隊（だい321かいぐんこうくうたい）は、日本海軍の部隊の一つ。絶対国防圏防衛の主力戦闘機隊として、太平洋戦争終盤に最前線で迎撃・哨戒行動に従事した。通称は「鵄部隊」。

## 沿革
基地航空隊として整備完成を急いでいた第一航空艦隊の一翼を担う夜間戦闘機隊の一つとして整備され、茂原飛行場で編制された。絶対国防圏の策定に合わせ、一航艦のマリアナ諸島前進命令に従いマリアナ入り。以後、マリアナ諸島・パラオ諸島での機動部隊迎撃に投入された。
- 昭和18年（1943年）

10月1日　茂原飛行場を原隊として松山飛行場で開隊。第一航空艦隊直卒（月光24機）。
　　　　　　　　　松山飛行場を拠点に訓練に従事（1月段階で13機調達完了）。
- 昭和19年（1944年）

2月1日　一航艦は戦隊制度を導入、第六十一航空戦隊に編入。
2月21日　先発隊12機、テニアン島に進出。
2月23日　マリアナ諸島空襲に遭遇。5機で爆撃、戦果なし・4機喪失。残存機は空襲で地上撃破、全機喪失。
　　　　　　　　　以後、5月までの進出状況を明らかにできる資料は残存していない。「戦史叢書」編纂委員は5月下旬の稼動機を6機と推測。
5月7日　グァム島への進出開始。
　　　　　　　　5月15日の時点で、グァム6機・テニアン島10機進出。近海の対潜哨戒に従事。
5月26日　グァム派遣隊、全機ペリリュー島に進出。
6月3日　香取の残存9機、マリアナ諸島に進出。
6月8日　パラオ諸島各地に敵機動部隊艦載機襲来。ペリリュー派遣隊に損害なし。
6月12日　上陸戦に備えた事前爆撃開始。機体喪失始まる。
6月13日　事前艦砲射撃開始。機体喪失、要員に死傷者続出。
6月15日　サイパン島地上戦開始。
3月29日　香取から増援隊12機、サイパン島に到着。
7月10日　解隊。
事前空襲と艦砲射撃によって、三二一空は戦わずして機体を失った。三二一空要員はマリアナ海軍航空隊に組み込まれ、陸戦要員となった。最初に地上戦が始まったサイパン島には三二一空の要員はいなかったが、派遣隊が取り残されたグァム島は7月21日、本隊が取り残されたテニアン島は7月22日より地上戦が始まった。テニアンは8月2日、グァムは11日に陥落した。久保司令以下、三二一要員の大多数が地上戦で玉砕した。

## 主力機種
- 月光

## 歴代司令
- 久保徳太郎 中佐：昭和18年10月1日 - 昭和19年7月10日解隊 ※8月2日テニアン島で戦死。